# Коротков, Сергей Ксенофонтович
Серге́й Ксенофо́нтович Коротко́в (13 [26] октября 1908, деревня Кольцовка, Казанская губерния — 3 июля 1961, там же) — советский политик, военный, новатор колхозного производства, председатель колхоза имени В. И. Ленина Вурнарского района Чувашской АССР. Член ВКП(б) / КПСС с 1936 года.
Дважды Герой Социалистического Труда (1948; 1961).

## Биография
Родился 13 (26) октября 1908 года в деревне Кольцовке Казанской губернии, Российская империя, в крестьянской семье, получил начальное образование.
В 1921—1922 годах служил в Красной армии, затем работал на железной дороге (станция Вурнары).
В 1928—1929 годах — председатель Кольцовского сельсовета; в 1929—1937 и 1940—1941 годах — председатель колхоза села Кольцовка. Избирался делегатом VIII Чрезвычайного съезда Советов (1936), II съезда колхозников-ударников (1935). Член ВКП(б) / КПСС с 1936 года. 
В 1937—1939 годах — заместитель председателя ЦИК и народного комиссара земледелия Чувашской АССР. В 1939—1940 годах работал помощником народного комиссара земледелия СССР. 
В 1941—1942 годах заместитель председателя Совнаркома Чувашской АССР, в 1942—1945 годах — первый секретарь Вурнарского райкома ВКП(б) Чувашской АССР. В 1945—1961 годах — председатель колхоза имени В. И. Ленина Вурнарского района Чувашской АССР. Под его руководством в колхозе постоянно получали высокие урожаи зерновых и зернобобовых культур.
От Чувашской АССР избирался депутатом Совета Национальностей Верховного Совета СССР I (1937—1946) и VI (1958—1962) созывов; депутатом Совета Союза Верховного Совета СССР III (1950—1954) и IV (1954—1958) созывов. Был делегатом XIX, XX и XXI съездов КПСС. 
Умер 3 июля 1961 года в деревне Кольцовке. Похоронен там же.

## Семья
- Сыновья — Борис, Николай, Виктор[11].
- Внук — Коротков Сергей Борисович.
- Правнук — Коротков Александр Сергеевич.

## Награды
- Дважды Герой Социалистического Труда:
  - 19 марта 1948 — за высокие урожаи пшеницы,
  - 18 апреля 1961 — за высокие урожаи кукурузы и успехи в развитии животноводства.
- четыре ордена Ленина
- три ордена Трудового Красного Знамени
- орден Отечественной войны I степени
- медали «За трудовую доблесть» и «За доблестный труд в Великой Отечественной войне 1941—1945»
- Золотые медали ВСХВ и ВДНХ
- занесён в Почётную книгу Трудовой Славы и Героизма Чувашской АССР (30 апреля 1964, посмертно) — «за выдающиеся заслуги в области развития сельскохозяйственного производства республики»[4][12].

## Память

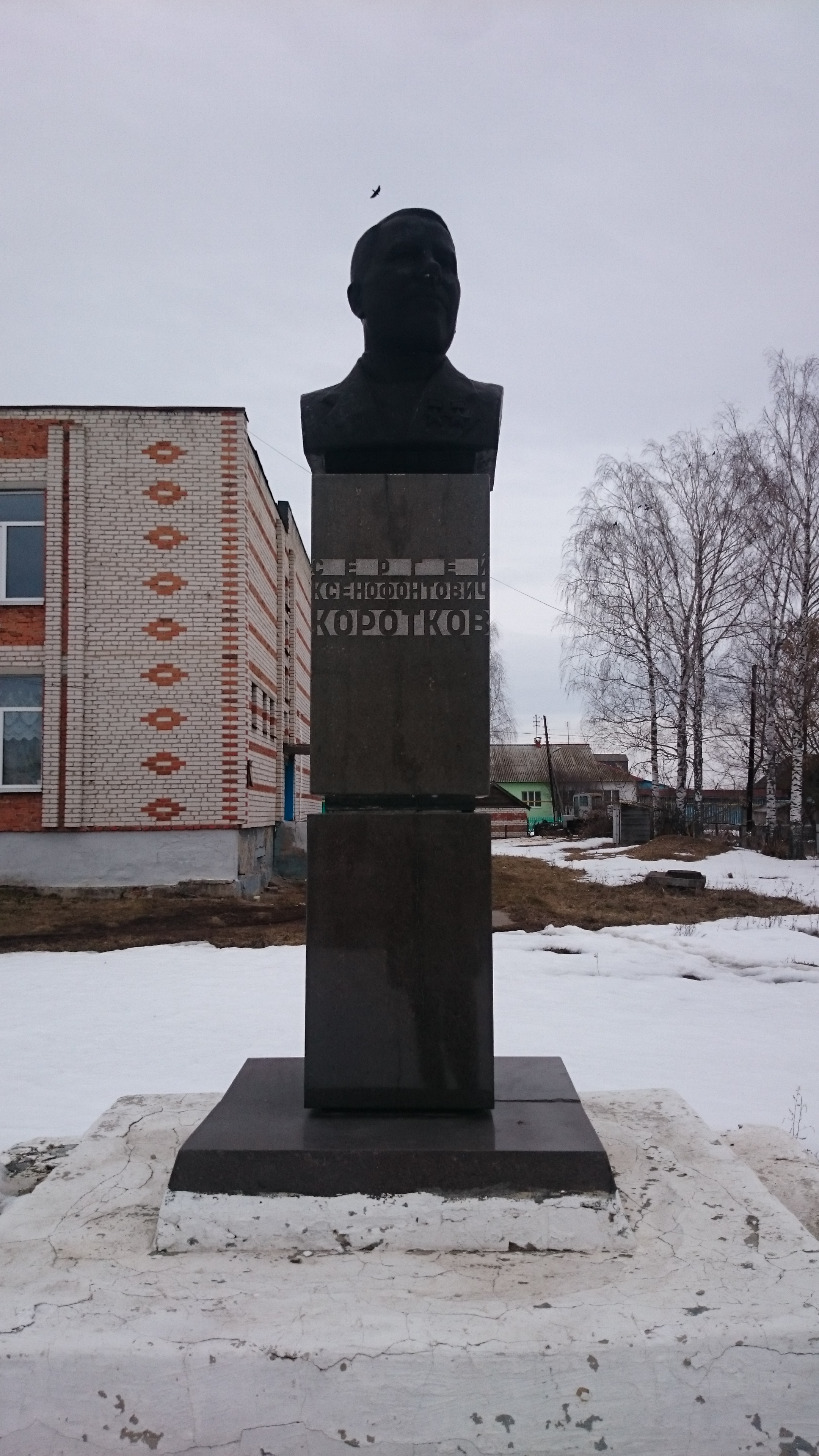
Бюст С. К. Короткова

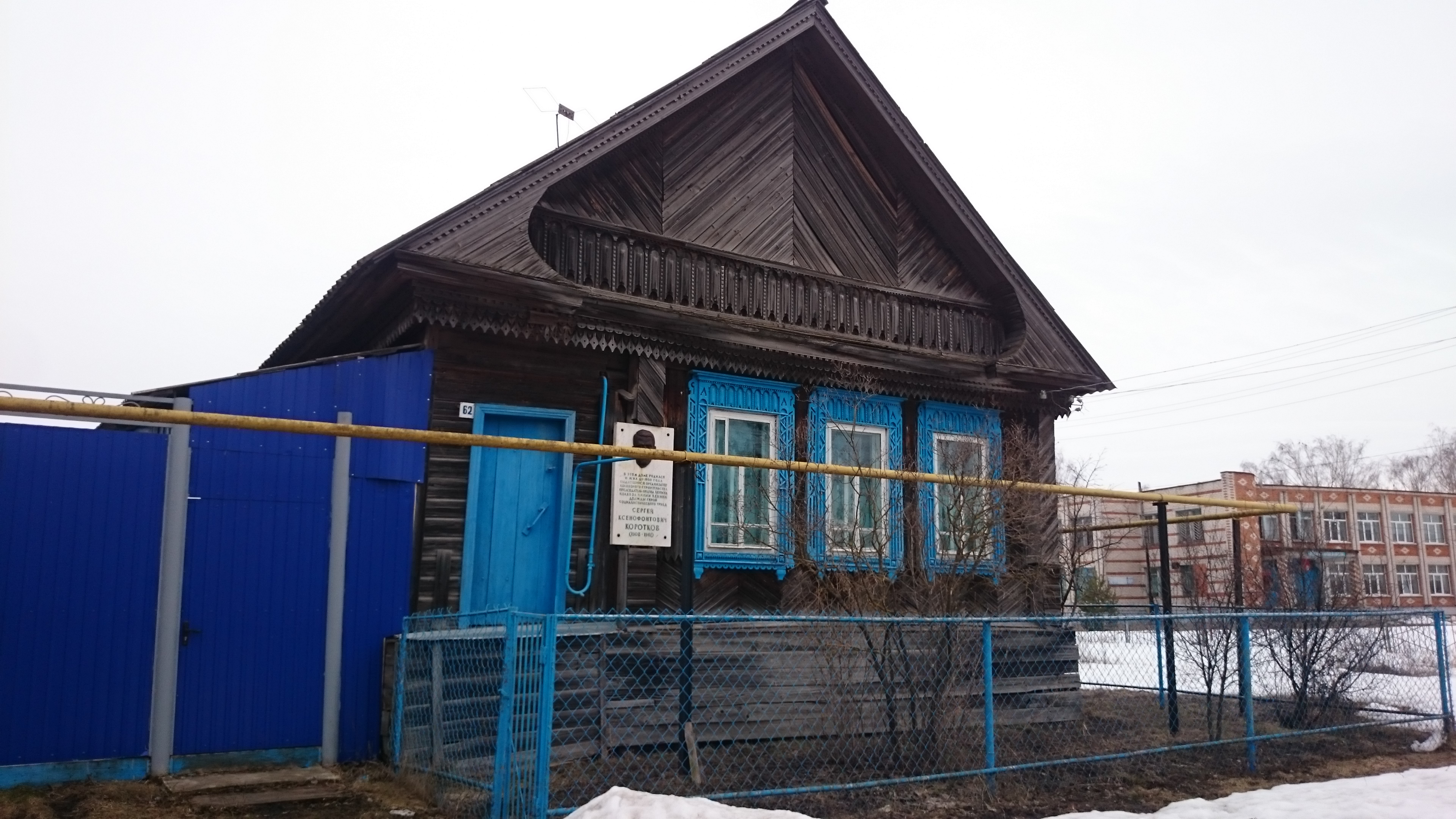
Дом Короткова в Кольцовке

В деревне Кольцовке установлен бронзовый бюст С. К. Короткова (находится рядом с местным клубом).